# Norrbystjärnen
Norrbystjärnen är en sjö i Örnsköldsviks kommun i Ångermanland och ingår i Nätraån-Ångermanälvens kustområde. Sjön har en area på 0,0206 kvadratkilometer och ligger 37,2 meter över havet.